# Metameria (zoologia)
Metameria, em zoologia, é sinônimo de segmentação corporal. Está presente nos filos Annelida, Arthropoda e Chordata, e consiste na organização do corpo em segmentos (iguais ou semelhantes), que se repetem ao longo do seu comprimento, no eixo ântero-posterior. Esses segmentos também podem ser chamados de metâmeros. A metameria surge durante o desenvolvimento embrionário, está relacionada à repetição seriada de partes do corpo, incluindo órgãos excretores e sistema nervoso. Os animais que não desenvolvem tal segmentação corporal são chamados de ametaméricos (como o filo Mollusca).
Os animais segmentados têm tipicamente uma região anterior chamada de prostômio, um tronco (formado por metâmeros) e uma região posterior, chamada pigídio (ou télson).

## Tipos de metameria

### Metamerismo verdadeiro x pseudometamerismo
O chamado verdadeiro é aquele em que a segmentação do corpo se desenvolve pela segmentação do mesoderma, ocorre nos anelídeos, artrópodes e maioria dos cordados. Os segmentos são interdependentes, integrados em uma única unidade funcional, e todos trabalham em cooperação, além de que novos segmentos são formados na extremidade posterior do corpo (em frente ao "segmento" anal). Já o pseudometamerismo, também conhecido como Estrobilização, diz respeito à segmentação do corpo, quando esta ocorre pela segmentação do ectoderma, e é vista em alguns vermes parasitas (platelmintos), como a Tênia. Nesses, os segmentos são funcionalmente independentes e não há cooperação entre eles, e os novos segmentos são formados na parte anterior do corpo (atrás do escólex).

### Metameria homônoma x heterônoma
Quando os segmentos (metâmeros) do animal são todos iguais, diz-se que a metameria é do tipo homônoma, e é vista em alguns anelídeos. Quando os segmentos do corpo são diferentes em diferentes regiões, e restritos a apenas certos órgãos, nos referimos como metameria heterônoma  (é encontrada em outros anelídeos, artrópodes e cordados).

### Metameria externa x interna
No caso dos artrópodes, o metamerismo só é visível externamente, internamente os segmentos não são marcados por partições. Já nos vertebrados, é visível apenas internamente, é vista nos embriões e confinada às estruturas musculares, esqueléticas (vértebras e costelas) e nervosas. Nos anelídeos, por sua vez há metameria externa e interna: internamente é marcada por partições (septos), e externamente por anéis na superfície corporal.

### Metameria completa x incompleta
Quando a segmentação é vista praticamente em todos os sistemas, o metamerismo é chamado de completo (ocorre nos anelídeos). Quando a segmentação não é vista em todos os órgãos, o metamerismo é considerado incompleto (ocorre em artrópodes e cordados).

## Origem e Evolução
Os artrópodes, anelídeos e cordados possuem metameria, mas ainda não se sabe ao certo se essa segmentação evoluiu independente em cada um, ou deriva de um ancestral em comum. Tradicionalmente, a metameria desses três filos foi considerada homóloga, derivada do mesmo ancestral. Assim, essa característica foi muito usada para unir esses três grupos em um mesmo clado. Porém, após isso, estudos mostraram uma separação filogenética dos cordados em relação à Annelida + Arthropoda, levando muitos a considerar que a segmentação teria surgido nesses dois grupos de modo independente. As análises recentes de dados morfológicos e moleculares sugerem, por sua vez, que os anelídeos e os artrópodes estão mais estreitamente relacionados com filos não-segmentados do que um com o outro.  Apesar de a separação filogenética não nos forçar a admitir que os segmentos evoluíram independentemente, qualquer hipótese de homologia dos segmentos é menos parcimoniosa porque exigiria várias perdas de metameria entre os outros filos todos. Isso quer dizer que costumamos aceitar o modelo que exige menos eventos, como é visto na imagem a seguir, em que a árvore filogenética A implica 3 mudanças, a B em 4, e a C em 4 também, ou seja, a A é a mais parcimoniosa.
Annelida e Arthropoda, por causa de sua metameria, eram colocados no mesmo grupo denominado Articulata. Entretanto, com as pesquisas mais atuais, com bases morfológicas e também moleculares, acredita-se que os anelídeos façam parte dos Lophotrochozoa e os artrópodes dos Ecdysozoa. Assim, qualquer tentativa de inferir que o ancestral comum da árvore de Bilateria era segmentado, exige também múltiplas perdas dessa segmentação em diferentes filos, e, como já foi dito acima, seria menos parcimonioso, mas não deve ser uma possibilidade excluída.

## Vantagens
Uma das vantagens da metameria está relacionada à locomoção dos animais, visto que o volume de fluído celômico se mantem constante em cada compartimento, funcionando como força antagônica contra a qual os músculos podem atuar, e, também, ao fato de haver a possibilidade de controlar independentemente cada segmento. Além disso, a segmentação levou a uma repetição de estruturas, o que pode diminuir o impacto de uma danificação corporal, pois os segmentos não danificados podem manter as suas funções praticamente normais e, assim, aumentar a probabilidade do animal superar os danos sofridos. Outra vantagem seria a modificação de certas porções do corpo para o desempenho de funções especializadas, o que está relacionada a três processos: a restrição de certas estruturas segmentares a apenas alguns segmentos  (ex.: as gônadas dos Oligoquetas restringem-se a apenas alguns segmentos - segmentos genitais), a existência de estruturas segmentares que estão adaptadas ao desempenho de várias funções (ex.: apêndices adaptados para a alimentação, trocas gasosas, reprodução, etc.); e a fusão de segmentos dando origem a zonas diferenciadas.

## Annelida
O corpo de um anelídeo é caracterizado pela segmentação, em que a maioria das partes internas e externas é repetida a cada segmento, caaracterizando uma homologia seriada. Isto é, estruturas corporais com as mesmas origens genéticas e de desenvolvimento aparecem repetidamente durante a ontogenia de um organismo, o que resulta em metameria. Essa segmentação do corpo se origina de um desenvolvimento teloblástico - proliferação de bandas mesodérmicas segmentares pareadas, a partir de células teloblásticas, que ficam na zona posterior de crescimento do embrião (teloblastos são células ligadas ao crescimento, e o crescimento teloblástico resulta na adição de novos segmentos).
Nos protostômios o mesoderma se origina da célula mesentoblástica e a fissão das duas massas mesodérmicas se dá na forma de pequenos “pacotes”, os quais irão formar de 3 a 12 segmentos (denominados segmentos ou metâmeros larvais). Após isso, novos metâmeros são produzidos na região posterior do corpo, sendo que este crescimento continua através de duas massas de células localizadas ao lado do ânus, as quais produzem, gradualmente, os novos segmentos. Este tipo de crescimento é o chamado crescimento teloblástico, e os segmentos produzidos podem ser chamados de metâmeros adultos. O aparecimento do celoma e do mesoderma está, portanto, associado à repetição seriada de partes do corpo (metameria, segmentação), sendo que, nos protostômios, esses metâmeros são produzidos pelo crescimento teloblástico.
Nos anelídeos, a segmentação é visivel pelos anéis externos, além de estruturas internas seriadas como os pares de gânglios nervosos e de metanefrídios, e os espaços ocos mesodérmicos, que são preenchidos por fluido e servem como esqueleto hidrostático, sendo que a segmentação auxilia numa maior coordenação na locomoção.
No filo Annelida, o clado Hirudinea (Clitellata), se diferencia por apresentar um número constante de metâmeros (segmentos) em seu corpo. Esse clado é composto pelas sanguessugas, e todas as suas espécies apresentam 33 metâmeros, com funções bem definidas para cada um. Dependendo da fonte verificada, pode-se afirmar que um indivíduo do clado Hirudinea possui 34 metâmeros; essa diferença ocorre porque os pesquisadores podem considerar prostômio e peristômio como segmentos separados ou como um único segmento, denominado P. Se contados separados, tem-se 34 metâmeros; se contados juntos (segmento P), tem-se 33.
Cada conjunto de segmentos corresponde a uma porção específica do animal. Considerando a divisão em 33 segmentos, tem-se que o segmento P, juntamente com os segmentos de I a V, correspondem à cabeça; de VI a XXVI temos o tronco, e, do segmento XXVII ao XXXIII, tem-se a ventosa posterior do animal. No tronco, é possível destacar a região clitelar (X - XII) e os segmentos XI e XII, os quais possuem gonóporos (poros masculino e feminino, respectivamente).
As sanguessugas, assim como os oligoquetas (como a minhoca), possuem clitelo, em geral ocupando os segmentos X - XII, e o qual nem sempre é externamente visível. Como são hermafroditas, possuem ambos os sistemas reprodutivos feminino e masculino. O aparato masculino ocupa um segmento mais anterior (próximo à cabeça) que o aparato feminino, e ambos possuem gonóporos na região ventral. Um gonóporo é, conforme o próprio nome diz, um poro ou abertura para o meio externo que permite a saída dos gametas, masculinos e/ou femininos. O gonóporo masculino ocupa o segmento XI, e o feminino, o XII.
Dentre as diversas características morfológicas utilizadas pela taxonomia e pela filogenia das sanguessugas, o sistema reprodutivo merece destaque, pois permite a classificação desde clados mais abrangentes até os clados de família e espécie. Ademais, graças à limitação no número de segmentos que possuem em seu corpo, os indivíduos pertencentes aos Hirudinea não são capazes de se regenerar, caso sofram algum dano, ou percam algum dos segmentos de seu corpo, anteriores ou posteriores.

## Arthropoda - Tagmose
A metameria está associada a especializações de partes do corpo, através de um processo conhecido como tagmose, que pode representar a especialização ou a fusão de segmentos de uma região corporal para a realização de funções específicas. Este processo evolutivo de fusão dos segmentos dá origem aos chamados tagmas, divisões especializadas, que podem estar totalmente fundidos ou não.
Um exemplo disso é o que ocorre nos Hexapoda, cujos corpos são divididos em três tagmas: cabeça, tórax e abdômen. Nos Chelicerata, o corpo é dividido em dois tagmas: prossoma e opistossoma.
A tagmose é uma forma extrema de heteronomia, e é mediada por genes Hox e outros genes do desenvolvimento. Mas essa formação de tagmas varia entre os grupos dos artrópodes: a plasticidade genética e evolutiva da especialização regional (como variação dos apêndices) teve uma importância no estabelecimento da diversidade de artrópodes e em sua dominação do mundo. Um exemplo de tagmose em Arthropoda é revelado pelo padrão de expressão do engrailed (en), que é um gene de polaridade do segmento (que será explicado mais adiante), na cabeça de Crustacea, Hexapoda e Myriapoda.

### Drosophila
O plano geral do corpo das Drosophilas é o mesmo no embrião, na larva e no adulto, com um terminal da cabeça e um da cauda, entre os quais há uma série de segmentos repetitivos: 3 deles formam o tórax, e 8 formam o abdômen. Cada segmento da mosca adulta tem sua própria identidade, por exemplo, o primeiro torácico só tem pernas, o segundo tem pernas e asas, enquanto o terceiro tem pernas e halteres. A biologia molecular, a genética e a embriologia descrevem como é gerado esse padrão periódico no eixo ântero-posterior, e como cada segmento é diferenciado dos demais.
A medida que o animal se desenvolve de ovo à adulto, uma sequência de genes é ativada:
Genes de efeito materno - esses genes nos ovários da mosca produzem RNAs mensageiros que são acumulados em diferentes regiões do ovo, e codificam proteínas regulatórias que ativam ou reprimem a expressão de certos genes zigóticos. Por exemplo, as proteínas Bicoid e Hunchback regulam a produção de estruturas da região anterior, e as proteínas Nanos e Caudal regulam a formação da parte posterior do animal. Portanto, dependendo da concentração dessas proteínas, será formada a parte anterior ou posterior da mosca, podendo-se dizer então que esses genes de efeito materno definem o eixo ântero-posterior.
Genes da segmentação - formam uma série de segmentos equivalentes: esses genes dividem o embrião precoce em uma série repetitiva de primórdios segmentares ao longo do eixo ântero-posterior. No caso de alguma mutação em genes de segmentação, o embrião torna-se carente de certos segmentos ou partes deles. Existem três classes de genes da segmentação: os genes gap (ativados ou reprimidos pelos genes de efeito materno, e dividem o embrião em largas regiões contendo vários primórdios parasegmentares, ou seja, estão relacionados com a sinalização para definir grandes regiões do corpo), os genes pair-rule (os padrões de transcrição desses genes são marcantes pois cada um divide o embrião em áreas precursoras do plano do corpo segmentado. Eles são expressos em segmentos alterados, tendo como resultado um padrão de “faixa de zebra” ao longo do eixo ântero-posterior), e os genes de polaridade do segmento (interações intercelulares são mediadas pelos genes da polaridade segmentar, estão envolvidos na determinação das porções anterior e posterior de cada segmento isoladamente, codificam proteínas que são constituintes de trajetos sinalizadores celulares (Wingless e Hedgehog).
Genes homeóticos - estão associados à caracterização de diferentes regiões do corpo, especificam a especialização dentro de cada segmento: após os limites segmentares terem sido estabelecidos, as estruturas características de cada segmento são especificadas.

## Vertebrados
A segmentação nos vertebrados é melhor ilustrada pela repetição de vértebras e costelas, seus músculos esqueléticos e vasos sanguíneos associados, pelos nervos espinhais e gânglios. Nos vertebrados, segmentos metaméricos ou somitos se formam sequencialmente durante a formação do eixo do corpo, o que resulta no eixo embrionário tornando-se inteiramente segmentado em unidades metaméricas, do nível da vesícula ótica até quase a ponta da cauda. Os somitos são estruturas epiteliais que contêm os precursores de por exemplo vértebras, costelas e músculos esqueléticos da parede do corpo.
O número de segmentos é muito variável de uma espécie para a outra, variando de seis vértebras em algumas rãs até várias centenas em algumas cobras e peixes. O número total de segmentos depende bastante de dois parâmetros: do controle do crescimento posterior do eixo do corpo durante a somitogênese (mais segmentos do mesmo tamanho podem ser formados em um eixo maior), e do tamanho do segmento (mais segmentos menores, em comparação com segmentos maiores, podem ser formados em um eixo do mesmo tamanho).
Nos vertebrados, a produção desses somitos ocorre de maneira rítmica, envolve um oscilador ou um "relógio", isto é, a segmentação ocorre pela expressão rítmica e cíclica dos chamados "genes do relógio". Este modelo envolve um relógio (clock) e uma "frente de onda" (wavefront) interativos, portanto é o chamado de clock and wavefront model. Esse modelo descreve a separação dos somitos da mesoderme paraxial como resultado da expressão oscilante de determinadas proteínas e seus gradientes. Alguns genes envolvidos nisso são da família FGF, e das vias Wnt e Notch. A frente de onda progride lentamente na direção anterior-posterior, e a medida que essa onda de sinalização entra em contato com células no estado permissivo, elas passam por uma transição mesenquimal-epitelial e se separam da mesoderme pré-somítica anterior, formando um limite somítico e redefinindo o processo para o próximo somito. Assim, a expressão dos “genes do relógio” deve oscilar com uma periodicidade igual ao tempo necessário para a formação de um somito. Após a formação do somito, ele começa a amadurecer e diferenciar-se, originando novos tecidos: dermátomo, miótomo e esclerótomo. O dermátomo dá origem à derme, o miótomo aos músculos e o esclerótomo a vértebras e costelas.

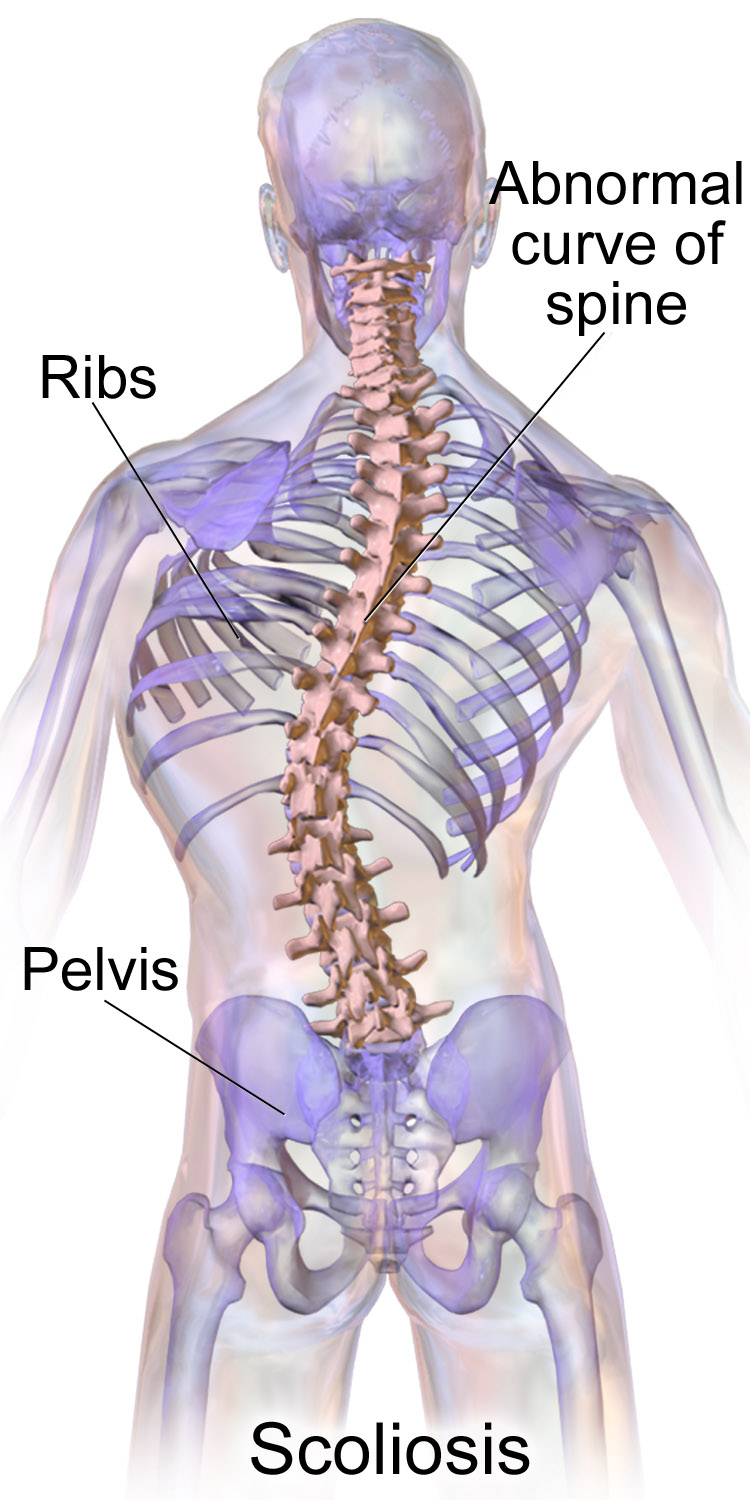
Escoliose - curvatura na coluna vertebral

Nos vertebrados, mutações em genes do relógio relacionados à segmentação acarreta em defeitos somíticos graves: nos humanos pode levar à escoliose congênita, condição na qual a coluna vertebral possui uma deformação lateral, é curvada.